# Concistori di papa Innocenzo VI

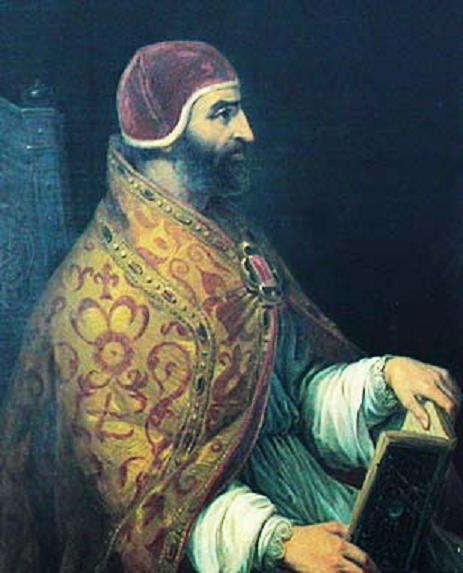
Papa Innocenzo VI

Questa voce raccoglie l'elenco completo dei concistori per la creazione di nuovi cardinali presieduti da papa Innocenzo VI, con l'indicazione di tutti i cardinali creati su cui si hanno informazioni documentarie (15 nuovi cardinali in 3 concistori). I nomi sono posti in ordine di creazione.

## 15 febbraio 1353 (I)
- Andouin Aubert, nipote di Sua Santità, vescovo di Maguelonne; creato cardinale presbitero dei Santi Giovanni e Paolo (morto nel maggio 1363)

## 23 dicembre 1356 (II)
- Élias de Saint-Yrieix, O.S.B., vescovo di Uzès; creato cardinale presbitero di Santo Stefano al Monte Celio (morto nel maggio 1367)
- Francesco degli Atti, vescovo di Firenze; creato cardinale presbitero di San Marco (morto nell'agosto o nel settembre 1361)
- Pierre de Monteruc, nipote di Sua Santità, vescovo eletto di Pamplona; creato cardinale presbitero di Sant'Anastasia (morto nel maggio 1385)
- Guillaume Farinier, O.F.M., ministro generale del suo Ordine; creato cardinale presbitero dei Santi Marcellino e Pietro (morto nel giugno 1361)
- Nicolás Rosell, O.P., provinciale del suo Ordine e Inquisitore nel Regno d'Aragona; creato cardinale presbitero di San Sisto (morto nel marzo 1362)
- Pierre de la Foret, arcivescovo di Rouen; creato cardinale presbitero dei Santi XII Apostoli (morto nel giugno 1361)

## 17 settembre 1361 (III)
- Fortanier de Vassal, O.F.M., patriarca di Grado, amministratore apostolico di Ravenna; creato cardinale presbitero (morto nell'ottobre 1361, prima di ricevere il titolo cardinalizio)
- Pierre Itier, vescovo di Dax; creato cardinale presbitero dei Santi Quattro Coronati (morto nel maggio 1367)
- Jean de Blauzac, vescovo di Nîmes; creato cardinale presbitero di San Marco (morto nel luglio 1379)
- Gilles Aycelin de Montaigut, nipote di papa Clemente VI, vescovo di Thérouanne; creato cardinale presbitero dei Santi Silvestro e Martino ai Monti (morto nel dicembre 1378)
- Androin de la Roche, O.S.B., abate di Cluny; creato cardinale presbitero di San Marcello (morto nell'ottobre 1369)
- Étienne Aubert il Giovane, nipote di Sua Santità, vescovo eletto di Carcassonne; creato cardinale diacono di Santa Maria in Aquiro (morto nel settembre 1369)
- Guillaume Bragose, vescovo eletto di Vabres; creato cardinale diacono di San Giorgio in Velabro (morto prima di novembre 1367)
- Hugues de Saint-Martial, prevosto della Collegiata di Douai; creato cardinale diacono di Santa Maria in Portico Octaviae (morto nel 1403)

## Fonti
- (EN) Current and historical information about the Bishops and Dioceses of the Catholic Hierarchy around the world, su catholic-hierarchy.org.
- (EN) Salvador Miranda, Innocent VI, su fiu.edu – The Cardinals of the Holy Roman Church, Florida International University. URL consultato il 29 luglio 2015.